# Gouvernement Ben Gourion III
État d'Israël
Ben Gourion II Ben Gourion IV
Le troisième gouvernement Gourion est le troisième gouvernement d'Israël et a été formé par David Ben Gourion le 8 octobre 1951, plus de deux mois après les élections de la deuxième Knesset. Il est composé de 16 ministres et de 2 ministres délégués. 

## Historique et coalition

### Formation
Le parti de Ben Gourion, Mapaï forme une coalition avec Mizrachi, Hapoel Hamizrahi, Poale Agoudat Israel, Agoudat Israel et les trois partis arabes israéliens ; la Liste démocratique pour les Arabes israéliens, Progrès et Travail et Agriculture et Développement. Le gouvernement est composé de 16 ministres et 2 ministres délégués.
Agoudat Israel et Poale Agoudat Israel ont quitté la coalition le 23 septembre 1952 (bien que Kalman Kahana soit resté ministre délégué) peu de temps après des désaccords sur la conscription des femmes dans l'Armée de défense d'Israël (Tsahal). En raison de cet évènement le gouvernement, à partir de 1952, ne dispose que de 60 des 120 sièges de la Knesset.

### Dissolution
Le gouvernement démissionne le 19 décembre 1952 en raison d'un différend avec les partis religieux au sujet de l'enseignement religieux.
Deux ministres, Eliezer Kaplan et David-Zvi Pinkas sont morts en fonction.

## Composition

### Initiale (8 octobre 1951)
- Les nouveaux ministres sont indiqués en gras, ceux ayant changé d'attributions en italique.

| Portefeuille                                   | Titulaire | Titulaire                                       | Parti                |
| ---------------------------------------------- | --------- | ----------------------------------------------- | -------------------- |
| Premier ministre Ministre de la Défense        |           | David Ben Gourion                               | Mapaï                |
| Vice-Premier Ministre                          |           | Eliezer Kaplan (jusqu'au 13 juillet 1952)       | Mapaï                |
| Ministre de l'Éducation et de la Culture       |           | Ben-Zion Dinur                                  | Mapaï                |
| Ministre de l'Agriculture                      |           | Levi Eshkol (jusqu'au 25 juin 1952)             | Mapaï                |
| Ministre de l'Agriculture                      |           | Peretz Naftali (en)                             | Mapaï                |
| Ministre des Affaires étrangères               |           | Moshé Sharett                                   | Mapaï                |
| Ministre des Finances                          |           | Eliezer Kaplan (jusqu'au 25 juin 1952)          | Mapaï                |
| Ministre des Finances                          |           | Levi Eshkol                                     | Mapaï                |
| Ministre de la Santé                           |           | Yosef Burg                                      | Hapoel Hamizrahi     |
| Ministre de l'Intérieur Ministre des Religions |           | Haim-Moshe Shapira                              | Hapoel Hamizrahi     |
| Ministre de la Justice                         |           | Dov Yossef (jusqu'au 25 juin 1952)              | Mapaï                |
| Ministre de la Justice                         |           | Haïm Cohen                                      | Indépendant          |
| Ministre du Travail                            |           | Golda Meir                                      | Mapaï                |
| Ministre de la Police                          |           | Bechor-Shalom Sheetrit                          | Mapaï                |
| Ministre des Postes                            |           | Mordechai Nurock (en)                           | Mizrachi             |
| Ministre du Commerce et de l'Industrie         |           | Dov Yossef                                      | Mapaï                |
| Ministre des Transports                        |           | David-Zvi Pinkas (jusqu'au 14 août 1952)        | Mizrachi             |
| Ministre des Transports                        |           | David Ben-Gurion                                | Mapaï                |
| Ministre du Bien-être                          |           | Yitzhak-Meir Levin (jusqu'au 18 septembre 1952) | Agoudat Israel       |
| Ministre sans portefeuille                     |           | Peretz Naftali (en) (jusqu'au 25 juin 1952)     | Mapaï                |
| Ministre sans portefeuille                     |           | Pinhas Lavon (17 août - 24 décembre 1952)       | Mapaï                |
| Ministre délégué à l'Agriculture               |           | Yosef Efrati (en)                               | Mapaï                |
| Ministre délégué à l'Éducation et à la Culture |           | Kalman Kahana                                   | Poale Agoudat Israel |